# شعبوية يمينية

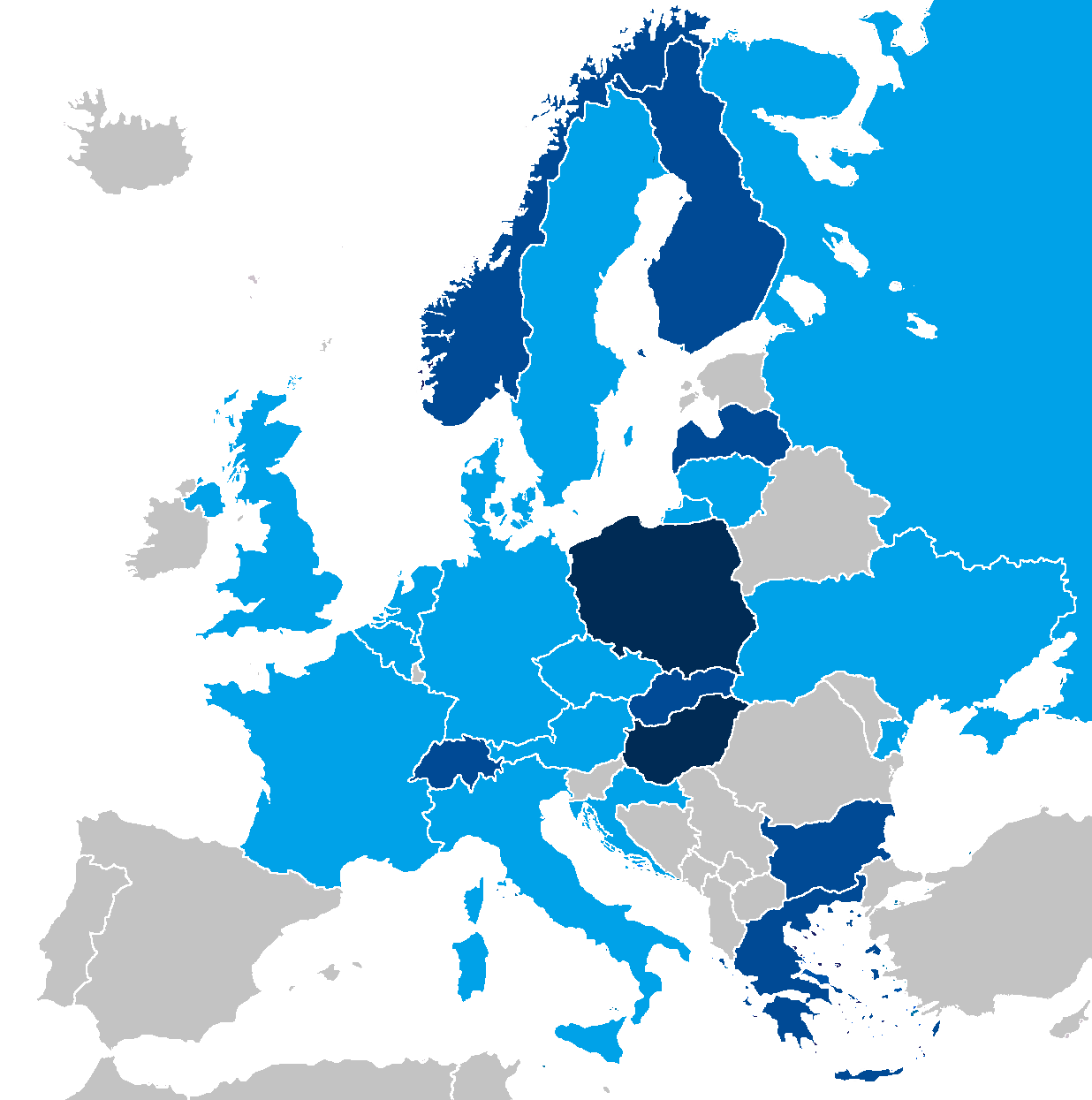

الشعبوية اليمينية، والتي تسمى أيضًا الشعبوية القومية أو القومية اليمينية هي أيديولوجية سياسية تجمع بين سياسات اليمين والخطابة والمواضيع الشعبوية. كثيرًا ما يتألف الخطاب الشعبوي من الآراء المعادية للنخبوية، ومعارضة المؤسسة الحاكمة، والتحدث إلى «عامة الشعب». تعترض كل من الشعبوية اليمينية والشعبوية اليسارية على السيطرة المتصوَّرة للنخب على الديمقراطيات الليبرالية، إلا أن شعبوية اليسار تعترض أيضًا على سلطة الشركات الكبرى وحلفائها، في حين تدعم شعبوية اليمين عادة الضوابط الصارمة المفروضة على الهجرة.
في أوروبا، يُستخدم مصطلح الشعبوية اليمينية لوصف المجموعات والسياسيين والأحزاب السياسية المعروفة، على نحو عام، بالشكوكية الأوروبية وبمعارضتها للهجرة، وخاصة الهجرة القادمة من العالم الإسلامي. ترتبط الشعبوية اليمينية في العالم الغربي، على نحو عام، بإيديولوجيات عديدة مثل معاداة حماية البيئة، والقومية الجديدة، ومناهضة العولمة، والأهلانية، والحمائية. يدعم الشعبويون اليمينيون الأوروبيون عادة توسيع دولة الرفاهية، ولكن مع حرمان المهاجرين غير الشرعيين من الحصول على إعانات حكومية، ويشار إلى هذا المفهوم على أنه «شوفينية الرفاهية».
ابتداءً من تسعينيات القرن العشرين، تأسست الأحزاب الشعبوية اليمينية في الهيئات التشريعية للديمقراطيات المختلفة. رغم أن حركات اليمين المتطرف في الولايات المتحدة (التي يُشار إليها عادة باسم «اليمين الراديكالي») قد جرت دراستها على نحو مستقل، فإن بعض الكتاب يعتبرونها جزءًا من ظاهرة الشعوبية اليمينية. ترتبط الشعبوية اليمينية في الولايات المتحدة أيضًا ارتباطًا وثيقًا بالمحافظين الأصليين.
منذ الكساد الكبير، بدأت تتنامى شعبية الحركات الشعبوية اليمينية الأوروبية مثل حزب التجمع الوطني (سابقًا حزب الجبهة الوطنية) في فرنسا، وحزب رابطة الشمال في إيطاليا، وحزب من أجل الحرية وحزب منتدى من أجل الديمقراطية في هولندا، وحزب الفنلنديين الحقيقيين، وحزب ديمقراطيي السويد، وحزب الشعب الدنماركي، وحزب الحرية النمساوي، وحزب استقلال المملكة المتحدة، وحزب البريكست البريطاني، ويرجع ذلك إلى حد كبير إلى المعارضة المتزايدة للهجرة المتدفقة القادمة من الشرق الأوسط وأفريقيا، وزيادة الشكوكية الأوروبية والاستياء من السياسات الاقتصادية للاتحاد الأوروبي. فاز الرئيس الأمريكي دونالد ترامب بالانتخابات الرئاسية للولايات المتحدة عام 2016 بعد أن خاض الانتخابات على منصة تضمنت مواضيع شعبوية يمينية.

## نبذة تاريخية

### أوروبا
يمكن إرجاع الشعبوية اليمينية الأوروبية إلى الفترة 1870-1900 في أعقاب الحرب الفرنسية البروسية، وذلك مع بروز اتجاهين مختلفين في ألمانيا وفرنسا: هما حركة الفولكيش والبولانجية. تمثل حركة فولكيش نزعة قومية رومانسية، وعرقية، ومعادية للسامية في المجتمع الألماني منذ بدايات القرن العشرين، إذ قاموا بإضفاء الطابع المثالي على «أمة أصلية» حية غامضة، ما يزال يمكن العثور عليها، حسب اعتقادهم، في المناطق الريفية، وهي تمثل شكلًا من أشكال «الديمقراطية البدائية التي تخضع بحرية لنخبها الطبيعية». في فرنسا، دعت رابطة الوطنيين المناوئة للبرلمانيين، بقيادة بوولنجر وديروليدي وباريه، إلى «جمهورية شعبية»، يُنتخب رئيسها بالاقتراع العام، ولا يُعبر  فيها عن الإرادة الشعبية عبر الممثلين المنتخبين («النخب الفاسدة»)، بل عبر «استفتاءات تشريعية»، وهو مسمى آخر للاستفتاء العام. تطور الأمر أيضًا إلى معاداة السامية بعد قضية دريفوس (1894).
نشأت الشعبوية الوطنية الحديثة- ما أسماه بييرو إغنازي «أحزاب ما بعد عصر الصناعة»- في سبعينيات القرن العشرين، في فترة ديناميكية مدعومة برفض الناخبين لدولة الرفاه والنظام الضريبي، إذ اعتُبر كلاهما «مصادرة»، وفي ظل تصاعد رهاب الأجانب على خلفية الهجرة التي اعتُبرت -بسبب قدومها من خارج أوروبا- هجرةً من نوع جديد، وأخيرًا، في ظل نهاية الازدهار الذي ساد منذ حقبة ما بعد الحرب العالمية الثانية، التي عُرفت بأزمة النفط عام 1973. نتيجة لذلك، ظهر حزبان أوليان في أوائل سبعينيات القرن العشرين: حزب التقدم، وهو سلف حزب الشعب الدنماركي، وحزب أنديش لانغه في النرويج.
نشأت موجة جديدة من الشعبوية اليمينية في أعقاب أحداث 11 سبتمبر 2001. «الشعبويون الجدد» هم سياسيون قوميون كارهون للإسلام يطمحون إلى «أن يكونوا مناصرين لحريات الأقليات (المثليين، واليهود، والنساء) ضد جماهير العرب والمسلمين»، وتجسد ذلك الاتجاه أولًا في قائمة بيم فورتاين الهولندية، ثم تبعه في وقت لاحق حزب من أجل الحرية بقيادة خيرت فيلدرز وحزب التجمع الوطني التي قادته مارين لوبان. وفقًا لجان إيف كامو ونيكولاس ليبورغ، فإن هذه الأحزاب بالرغم من ذلك لا تمثل التوفيق الحقيقي بين اليسار واليمين، لأن إيديولوجيتهم وقاعدة ناخبيهم مترابطة. علاوة على ذلك، تحولت الأحزاب الشعبوية الجديدة من انتقاد دولة الرفاهية إلى انتقاد التعددية الثقافية، ويظل مطلبها على سبيل الأولوية خفض الهجرة. يعرّف العالِم السياسي جايل بروستير هذا الاتجاه الشعبوي الجديد بأنه «مذهب المتعة القومي»، أي التحالف بين الفردية الليبرالية وشواغل الأمن القومي.

## الشعبوية حسب البلد
قسم بييرو إغنازي الأحزاب اليمينية الشعبوية، التي دعاها «أحزاب اليمين المتطرف»، إلى فئتين: إذ صنفهم إلى الأحزاب اليمينية التقليدية التي نشأت عن اليمين التاريخي وأحزاب ما بعد عصر الصناعة التي تطورت على نحو مستقل. وضع بييرو الحزب الوطني البريطاني والحزب الوطني الديمقراطي الألماني واتحاد الشعب الألماني وحزب الوسط الهولندي السابق في الفئة الأولى، وتمثل الحركة الاجتماعية الإيطالية المنحلة نموذجهم البدئي، في حين وضع حزب الجبهة الوطنية الفرنسي والجمهوريين الألمان وحزب ديمقراطيو الوسط الهولندي وحزب فلامس بلوك البلجيكي السابق (الذي سيضم لاحقًا جوانب معينة من أحزاب اليمين المتطرف التقليدية) وحزب التقدم الدنماركي وحزب التقدم النرويجي وحزب الحرية النمساوي في الفئة الثانية.
تشمل الأحزاب اليمينية الشعبوية في العالم الناطق بالإنجليزية كلًا من حزب استقلال المملكة المتحدة وحزب أمة واحدة في أستراليا. يضم الحزب الجمهوري في الولايات المتحدة وحزب المحافظين الكندي فصائل شعبوية يمينية ضمن صفوفهما.

### الولايات المتحدة
تشمل السوابق المبكرة للشعبوية اليمينية التي سادت في الولايات المتحدة الأمريكية خلال القرن التاسع عشر الأحزاب المناهضة للماسونية والأحزاب اللا أدرية. كان الحزب الشعبوي الأمريكي (الذي نشأ في تسعينيات القرن التاسع عشر) حركة شعبوية يسارية في الأساس.[بحاجة لمصدر]
يزعم مور (1996) أن «المعارضة الشعبوية للسلطة المتنامية للنخب السياسية والاقتصادية والثقافية» ساعدت في تشكيل «الحركات المحافظة واليمينية» منذ عشرينيات القرن العشرين. من بين الشخصيات الشعبوية اليمينية التاريخية في كلا الحزبين الرئيسيين في الولايات المتحدة توماس إي. واتسون، وستروم ثورموند، وجوزيف مكارثي، وباري غولدواتر، وجورج والاس، وبات بوكانن.
وصف راسموسن وشون (2010) حركة حفل الشاي بأنها «حركة يمينية شعبوية مناهضة للنظام». يضيف راسموسن وشون: «اليوم بلادنا في وسط … ثورة شعبوية جديدة انبثقت بأغلبية ساحقة من اليمين- وتجلى ذلك في حركة حغل الشاي». في عام 2010، كتب الصحفي ديفيد بارستو في صحيفة نيويورك تايمز: «لقد أصبحت حركة حفل الشاي منبرًا للسخط الشعبوي المحافظ». وُصفت بعض الشخصيات السياسية وثيقة الصلة بحركة حفل الشاي -مثل عضو مجلس الشيوخ الأمريكي تيد كروز وممثل الولايات المتحدة السابق رون بول- بأنها تحض على الشعبوية اليمينية. في مجلس النواب الأمريكي، وُصف تجمع الحرية المرتبط بحركة حفل الشاي بأنه شعبوي يميني.
وُصفت حملة دونالد ترامب الرئاسية 2016، التي اشتهرت بمناهضتها للمؤسسة الحاكمة، ومناهضتها للهجرة غير الشرعية، ومناهضتها للتجارة الحرة، بأنها حملة شعبوية يمينية. وُصفت إيديولوجية الرئيس الاستراتيجي السابق لترامب، ستيف بانون، بأنها شعبوية يمينية. وفقًا لدراسة أُجريت في عام 2018، هناك ارتباط قوي بين نسبة الوظائف في الولايات المتحدة التي فُقدت بسبب الأتمتة أو التشغيل الآلي والولايات -مثل أيوا وميشيغان وأوهايو وبنسلفانيا وويسكونسن التي صوتت لباراك أوباما في عام 2012 ولترامب في عام 2016.